# Brunven
Brunven (Agrostis canina) är en växtart i familjen gräs.